# Bistum Alcalá de Henares
Das Bistum Alcalá de Henares (lateinisch Dioecesis Complutensis, spanisch Diócesis de Alcalá de Henares) ist eine in Spanien gelegene römisch-katholische Diözese mit Sitz in Alcalá de Henares.

## Geschichte
Das Bistum Alcalá de Henares wurde am 23. Juli 1991 durch Papst Johannes Paul II. mit der Apostolischen Konstitution In hac Beati Petri aus Gebietsabtretungen des Erzbistums Madrid errichtet und diesem als Suffraganbistum unterstellt.

## Bischöfe von Alcalá de Henares
- Manuel Ureña Pastor, 1991–1998, dann Bischof von Cartagena
- Jesús Esteban Catalá Ibáñez, 1999–2008, dann Bischof von Málaga
- Juan Antonio Reig Plà, 2009–2022
- Antonio Prieto Lucena, seit 2023

Wappen
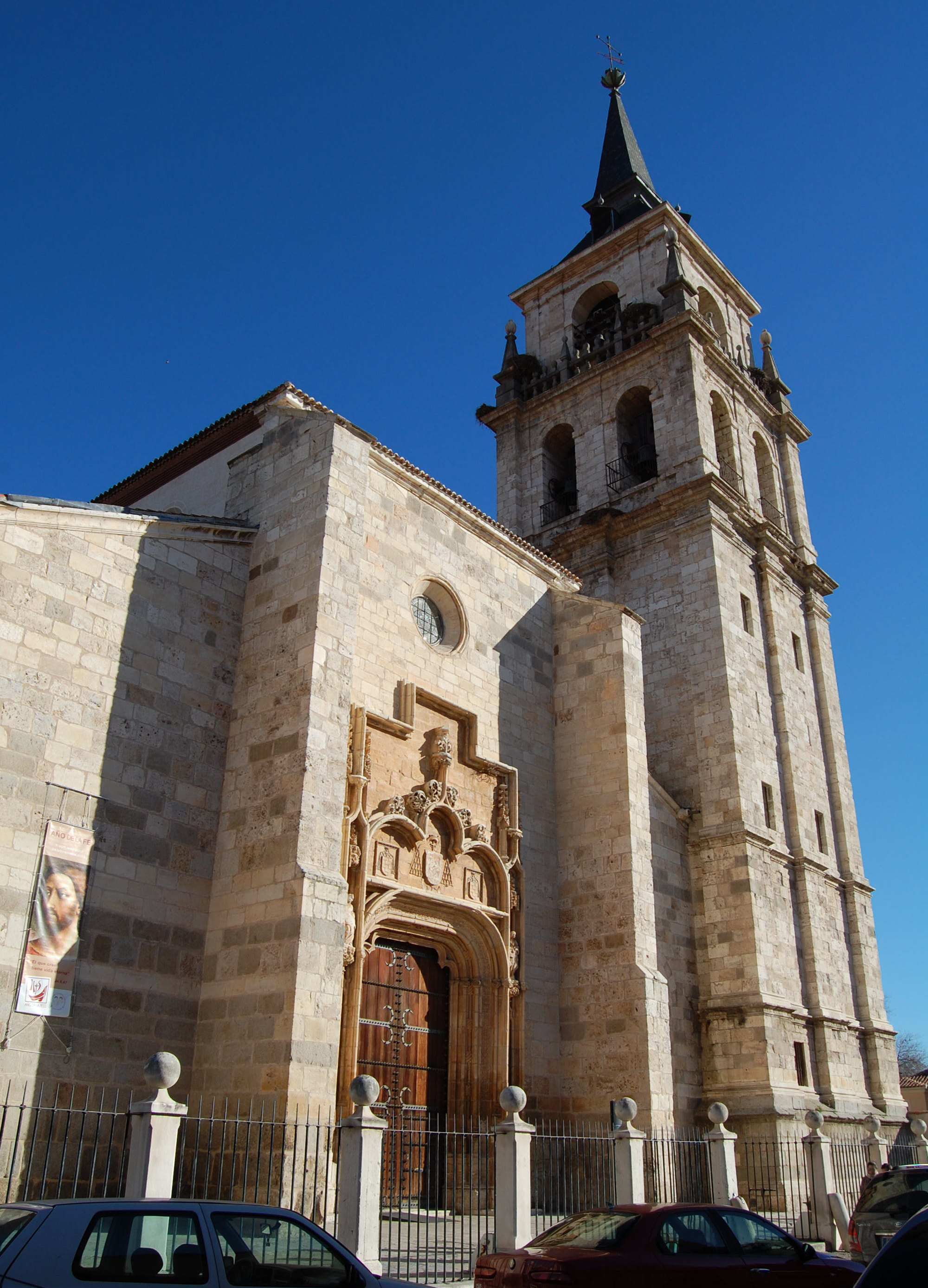
Kathedrale der Heiligen Justo und Pastor in Alcalá de Henares

## „La Voz del Desierto“
Im Bistum besteht eine Pop-Rock-Gruppe namens La Voz del Desierto, die sich aus drei Diözesanpriestern und vier Laien zusammensetzt. Diese 2004 gegründete Musikgruppe gab Konzerte in ganz Spanien, in den Vereinigten Staaten und in Panama und nahm zweimal am Weltjugendtag teil.